# Jacques Herbillon (boxe anglaise)
Pour les articles homonymes, voir Herbillon.
Jacques, « Jacquot », Herbillon, né le 18 juin 1928 à Romain (Marne) et mort le 15 janvier 2011 à Verzenay, est un boxeur français.

## Biographie
Il est sociétaire du « Ring Régional de Champagne », managé par Marcel Thil, puis Marcel Dalsheimer. Il est un « puncheur », capable de gagner un match d'un coup de poing, mais fragile. En 1948, il rencontre Charles Humez pour le titre de champion de France amateur des welters. Herbillon devient champion de France professionnel des poids légers en 1953.
En janvier 1954, Herbillon rencontre le boxeur noir américain Percy Bassett (en), au Palais des Sports de Grenelle à Paris, l'arbitre arrête le combat devenu trop inégal et qui n'avait duré que quelques secondes. Herbillon dispute, en juillet 1954, à Milan, le championnat d’Europe de la catégorie mais perd aux points en 15 rounds face à Duilio Loi. 
En 1958, il remporte le titre national des poids welters puis s'incline aux points dans un autre championnat d’Europe des poids welters à Milan face à Emilio Marconi. En 1959, il est champion de France welter, en battant Maurice Auzel.
Il termine sa carrière en 1959, avec un total de 112 combats, 90 victoires dont 46 par KO, 15 défaites et 7 matches nuls.